# باربورویل (کنتاکی)
باربورویل (به انگلیسی: Barbourville) شهری در ایالت کنتاکی کشور ایالات متحده آمریکا است که جمعیت آن در سرشماری سال ۲۰۱۰ میلادی، ۳٬۱۶۵ نفر بوده‌است.